# John Paul Jr.
John Lee Paul Jr. (ur. 19 lutego 1960 w Muncie, zm. 29 grudnia 2020) – amerykański kierowca wyścigowy.

## Kariera
Paul Jr. rozpoczął karierę w międzynarodowych wyścigach samochodowych w 1979 roku od startów w Atlantic Championship. Z dorobkiem 34 punktów uplasował się na trzynastej pozycji w klasyfikacji generalnej. W późniejszych latach Amerykanin pojawiał się także w stawce World Sportscar Championship, World Challenge for Endurance Drivers, Amerykańskiej Formuły Super Vee, IMSA Camel GT Challenge, World Championship for Drivers and Makes, German Racing Championship, FIA World Endurance Championship, Champ Car, IMSA Camel GTP Championship, IMSA Camel Lights, NASCAR Winston Cup, IMSA GTU Championship, IMSA World Sports Car Championship, Indy Racing League, SCCA Coors RaceTruck Challenge, Liquid Tide Trans-Am Tour, SCCA Tide Trans-Am Tour, IMSA World Sports Car Championship, 24-godzinnego wyścigu Le Mans, Indianapolis 500, 24-godzinnego wyścigu Daytona, 12 Hours of Sebring oraz American Le Mans Series.

## Wyniki w 24h Le Mans
| Rok  | Klasa | Nr | Opony | Samochód                | Zespół                  | Partnerzy                  | Okr. | Poz. | Klasa Pos. |
| ---- | ----- | -- | ----- | ----------------------- | ----------------------- | -------------------------- | ---- | ---- | ---------- |
| 1980 | IMSA  | 73 | G     | Porsche 935 JLP-2       | J.L.P. Racing           | John Paul Sr. Guy Edwards  | 312  | 9    | 2          |
| 1984 | C1    | 26 | G     | Porsche 956             | Henn’s T-Bird Swap Shop | Jean Rondeau               | 358  | 2    | 2          |
| 1995 | GT1   | 30 | G     | Chevrolet Corvette ZR-1 | ZR1 Corvette Team       | Chris McDougall James Mero | 57   | NU   | NU         |